# چشمه مرو
چشمه مرو، روستایی از توابع بخش زرنه شهرستان ایوان در استان ایلام ایران است.

## جمعیت
این روستا در دهستان زرنه قرار دارد و براساس سرشماری مرکز آمار ایران در سال ۱۳۸۵، جمعیت آن ۲۵ نفر (۶خانوار) بوده است.